# Partit Socialista Republicà Irlandès
El Partit Socialista Republicà Irlandès (IRSP, Irish Republican Socialist Party), és un partit polític irlandès i nord-irlandès, el braç polític de l'Exèrcit Irlandès d'Alliberament Nacional (INLA), autoenglobant-se ambdues organitzacions sota el nom de Moviment Republicà Socialista Irlandès.
El moviment va sorgir després de l'alto el foc declarat per l'IRA Oficial el 1972. El seu fundador i primer líder va ser Seamus Costello. Des del seu origen, ell i l'INLA s'oposen al procés de pau a Irlanda del Nord i a l'Acord de Divendres Sant de 1998, en considerar-los simples instruments per prolongar el domini britànic a l' Úlster.

## Història

### Orígens
L'IRSP es considerava hereu del Partit Socialista Republicà Irlandès (ISRP) de James Connolly, anterior a la independència. Connolly va ser el primer republicà a connectar la lluita contra el domini britànic a Irlanda amb el marxisme. Després de la seva execució el 1916 per la seva intervenció a l'Alçament de Pasqua, Connolly es va convertir en màrtir de l'esquerra irlandesa, especialment pels membres de l'ISRP que després van fundar el Partit Comunista d'Irlanda el 1921.
Els comunistes a l'Estat Lliure Irlandès (1922-1937) van ser perseguits davant el temor catòlic a l'anticlericalisme del partit. D'altra banda, molts marxistes irlandesos es van unir a la facció «anti tractat» de l'IRA i van començar a apropar el moviment republicà al sindicalisme, recolzant vagues i mobilitzacions. Alguns dels membres van formar el grup Saor Eire (Irlanda Lliure) el 1931, un efímer fòrum comunista que es va enfrontar al govern irlandès de William Cosgrave. Tot i això, Saor Eire no va aconseguir atraure a l'electorat irlandès, danyant la imatge de l'IRA i dels republicans moderats.
Entre 1922 i 1969, l'IRA va tractar d'aconseguir suport internacional per a la causa republicana. Durant la Segona Guerra Mundial el grup va mantenir diversos contactes amb l'Abwehr, el servei d'intel·ligència militar alemany, cosa que va originar dures represàlies per part dels governs d'Irlanda i d'Irlanda del Nord.
L'orientació de l'IRA va canviar novament als 60, quan un grup d'irlandesos establert a Londres va fundar l'Associació Connolly, un grup republicà amb influència comunista que ràpidament va arrelar entre els alts comandaments de l'IRA. La "tendència Connolly" de l'IRA considerava la lluita contra el domini britànic a Irlanda del Nord com una part de la lluita de classes, en què els protestants unionistes representaven la societat burgesa. El cap de l'Estat Major de l'IRA als anys 60, Cathal Goulding, va ser un dels defensors d'aquesta línia.

### The Troubles: origen del Partit
Desgraciadament per a la facció marxista de l'IRA, a l'agost de 1969 es van iniciar els Troubles (els problemes), quan es van produir els disturbis entre les comunitats catòliques i protestants a Derry i Belfast. Entre el 12 i el 14 d'agost va tenir lloc la coneguda com a batalla del Bogside, al mateix barri de Derry, un enfrontament de carrer entre policies i manifestants. Per primera vegada va caldre la intervenció de l'Exèrcit britànic per restaurar l'ordre. Aquests aldarulls van ocasionar una gran frustració entre els militants no marxistes de l'IRA, en negar-se l'Estat Major de l'organització a proporcionar armes per defensar els barris catòlics. En 1969, un grup de dissidents va abandonar l'IRA per formar l'IRA Provisional (PIRA). Els que van romandre a l'organització anterior van passar a convertir-se a l'IRA Oficial (OIRA).
En 1972, l'IRA Oficial va declarar un alto el foc i va ordenar la suspensió dels atacs contra objectius britànics. Els elements més radicals de l'IRA Oficial van considerar aquest alto el foc com una traïció i van abandonar l'organització. El 10 de desembre de 1974, sota el comandament de Seamus Costello, que l'IRA Oficial va sotmetre a un consell de guerra per violar l'alto al foc, es van fundar simultàniament l'IRSP i l'Exèrcit Irlandès d'Alliberament Nacional (INLA). Durant els anys següents, l'INLA i l'IRA Oficial entaularien una guerra interna dins del moviment republicà, començant per l'assassinat del militant de l'INLA Hugh Ferguson el gener de 1975. A represàlia, el comandant de la Brigada Belfast de l'IRA Oficial, Billy McMillen, va ser tirotejat el 28 d'abril per Gerard Steenson en una botiga d'eines del carrer Spinner, a Belfast.
Tot i que Seamus Costello va denunciar l'atac, l'IRA Oficial va intentar assassinar Costello diverses vegades. Finalment, el 5 d'octubre de 1977, i malgrat la treva signada entre l'IRA Oficial i l'INLA, Costello va ser assassinat al carrer North Strand de Dublín mentre estava al seu cotxe. La mort de Seamus Costello va ser el primer (i fins ara l'únic) assassinat del líder d'un dels grups participants als troubles.

### IRSP a la política irlandesa
En 1981, l'IRSP va obtenir dues regidories a les eleccions municipals de Belfast, ocupats per Gerry Kelly i Sean Flynn. La campanya de 1981 va ser realitzada conjuntament amb Democràcia Popular, un partit trotskista partidari de la no violència. Tot i això, un membre d'aquests últims va ser relacionat amb els actes terroristes de l'INLA, i l'altre va dimitir al cap de poc temps. En 1982 l'IRSP va obtenir el seu primer èxit a la República d'Irlanda, aconseguint un lloc al Consell Municipal de Shannon, al comtat de Clare.
Tot i que l'IRSP no va ser el primer partit marxista irlandès, el 1975 es va convertir en el primer partit a tota l'illa a reivindicar el dret a l'avortament i defensar la comunitat LGBT.
En anys posteriors, l'IRSP ha participat en campanyes i protestes polítiques, principalment al voltant de Belfast i Derry, però també en algunes parts de la República d'Irlanda. Algunes d'aquestes protestes incloïen l'oposició a les mesures d'austeritat, la campanya Right2Water contra les taxes d'aigua, la campanya Drop The Rents per a la reducció de lloguers, el suport a la vaga d'infermeres i la formació del Republican Socialist Aid davant la pandèmia de covid-19.